# ショーン・スミス (1967年生のディフェンシブラインマン)
ショーン・スミス（Sean Smith 1967年5月29日- ）オハイオ州シンシナティ出身のアメリカンフットボール選手。NFLのニューイングランド・ペイトリオッツで2シーズンプレーした。ポジションはディフェンシブエンド。
ジョージア工科大学から、1990年のNFLドラフト11巡でニューイングランド・ペイトリオッツから指名された。同年の最終週のニューヨーク・ジャイアンツ戦でジェフ・ホステトラーを相手に1.5サックをあげた。ペイトリオッツはこの年1勝15敗に終わり、ジャイアンツは第25回スーパーボウルで優勝している。